# Pałace władców Abomeyu

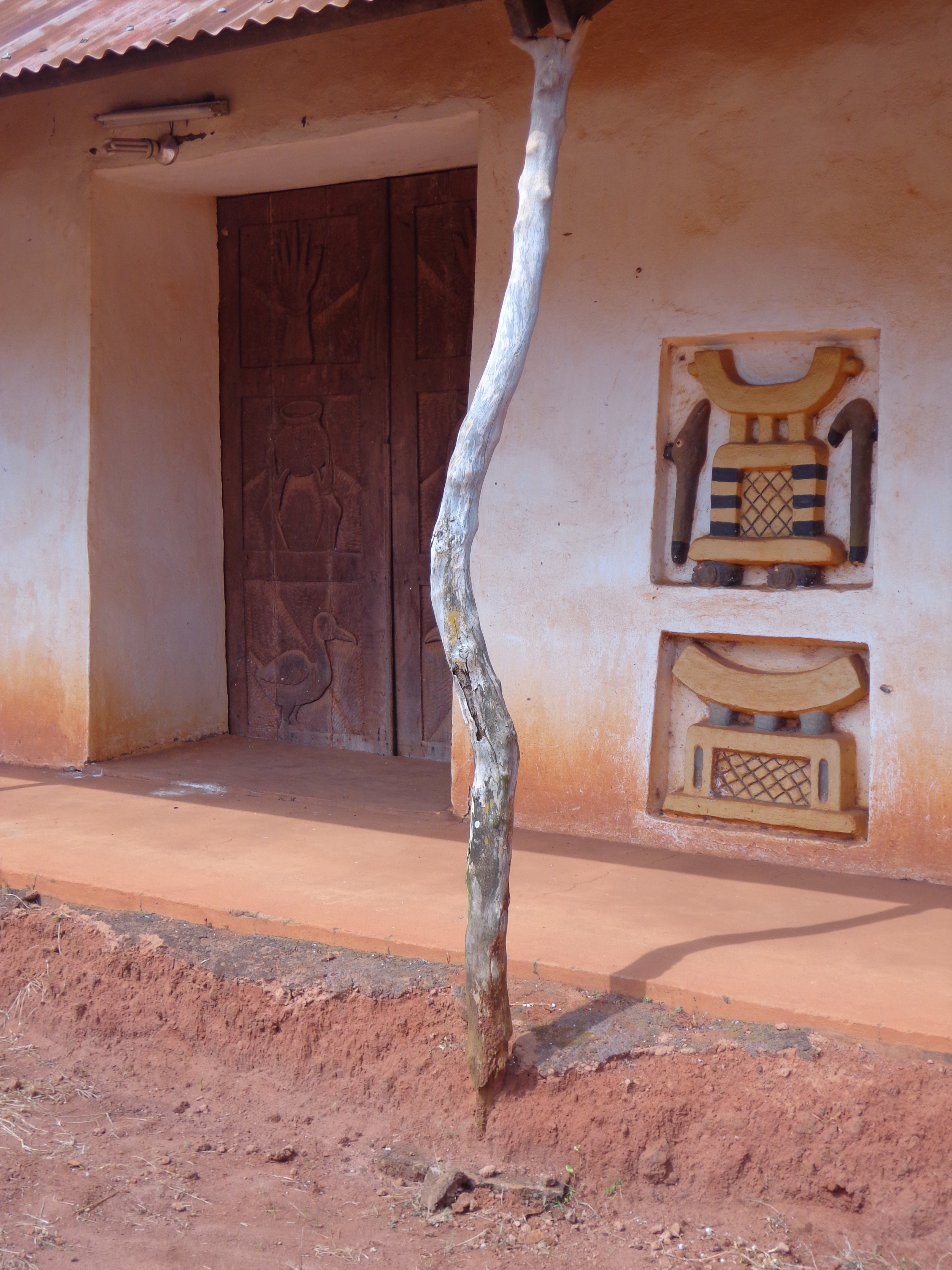
Reliefy na pałacu królewskim

Pałace władców Abomeyu – kompleks dziesięciu pałaców dwunastu królów Dahomeju w Abomeyu, obecnie teren Beninu.
W 1985 roku królewskie pałace zostały wpisane na listę światowego dziedzictwa UNESCO.

## Historia
Pałace były wznoszone dla dwunastu kolejnych władców królestwa Dahomeju, które istniało od poł. XVII do końca XIX wieku. Na terenie kompleksu mieszkali nie tylko władcy, ale ich rodziny – pod koniec XIX w. kilka tysięcy osób. Kompleks pałacowy był nie tylko ośrodkiem władzy politycznej, ale stanowił także główny ośrodek rozwoju rzemiosła. Znajdował się tu również skarbiec królestwa. Według XIX-wiecznych opisów było to „królestwo w królestwie”.
Pałace zostały częściowo zniszczone w 1892 roku podczas próby zajęcia Abomeyu przez wojska francuskie, kiedy Behanzin (1889–1894) podjął próbę spalenia kompleksu, by nie wpadł w ręce wroga. Ponadto wiele z nich uległo zniszczeniu wskutek działalności żywiołów – przede wszystkim ulewnych opadów deszczu. W czasach kolonialnych oraz po uzyskaniu niepodległości przez Benin w 1960 roku, w różnych okresach pałace stały albo opuszczone albo poddawane były przebudowom, rozbudowom i odbudowom.
Współcześnie pałace nie są zamieszkane. W pałacach królów Ghezo i Glele znajduje się Historyczne Muzeum Abomeyu poświęcone historii Dahomeju.
W 1985 roku królewskie pałace zostały wpisane na listę światowego dziedzictwa UNESCO oraz jednocześnie na listę obiektów zagrożonych. W 1984 roku kompleks został zniszczony przez tornado, po odbudowie, w 2007 roku został usunięty z listy obiektów zagrożonych.
W 2009 roku pałace zostały częściowo zniszczone w pożarze buszu. Wiatr harmattan sprawił, że ogień rozprzestrzeniał się szybko, strawił słomiane dachy i zniszczył strukturę sześciu budynków wokół dwóch świątyń króla Agasu oraz groby królów Agonglo i Ghezo i ich 41 żon. Kompleks ponownie zajął ogień w 2015 roku – spłonął dach pałacu Houegbadji.

## Architektura
Kompleks zajmuje obszar 47 ha i podzielony jest drogą na dwie części: po stronie północno-zachodniej znajduje się osobny pałac króla Akaby (1685–1708), a po drugiej – zespół rezydencji m.in. z pałacem Houegbadji (1645–1685). Do dziś zachowały się m.in. XIX-wieczne pałace królów Ghezo (1818–1856), Glele (1856–1889) i częściowo Behanzina (1889–1894), a także ruiny pałacu Agadży (1708–1732) oraz grobów królów Tegbessou (1732–1774), Kplingy (1774–1789) i Agonglo (1789–1797).
Budynki wznoszone były z lokalnie dostępnych materiałów: ziemi i gliny, drewna palmowego, bambusu, mahoniu i iroko oraz słomy, która stanowi pokrycie dachów. Obydwa zespoły otoczone były murami z gliny, które częściowo zachowały się do dziś. Średnia grubość murów pałacowych wynosiła prawie pół metra, co zapewniało przyjemną temperaturę w ich wnętrzach.
Niektóre budynki zdobiły płaskie reliefy wykonane z materiału z kopców termitów wymieszanego z olejem palmowym i pomalowane farbami na bazie pigmentów mineralnych i roślinnych. Reliefy umieszczano w specjalnych niszach, z reguły w fasadach budynków. 50 oryginalnych reliefów zostało odrestaurowanych i tworzy część stałej ekspozycji Historycznego Muzeum Abomeyu utworzonego w 1945 roku.
Każdy pałac miał trzy dziedzińce: zewnętrzny, wewnętrzny i prywatny, otoczony własnym murem z gliny:
- dziedziniec zewnętrzny (kpododżi) wyznaczały trzy budynki: gmach, gdzie zbierała się rada (logodo), kwatera straży (legedexo) i kwatera księżniczek odpowiedzialnych za kult przodków (tasinonxo)[8]. Niektórzy królowie wznosili czwarty budynek (jononho), gdzie odbywały się ich spotkania z wysłannikami z zagranicy[10]. Na dziedzińcu zewnętrznym organizowano ceremonie rytualne i parady wojskowe[14][8];

- dziedziniec wewnętrzny (ajalalahennu) wyznaczony przez budynki rezydencji królewskich, służył ceremoniom prywatnym i kultowi przodków[10]. W największym budynku (ajalala) znajdowały się sypialnie: królewska oraz kobiet opiekujących się dziedzińcem. Pomiędzy nimi była sala audiencyjna[10];

- dziedziniec prywatny (honga) wyznaczały budynki prywatnych kwater króla, do których wstęp miały jedynie ulubione żony i dzieci króla, uzdrowiciele, pięciu ministrów oraz następca tronu[19].